# NGC 3203
NGC 3203 ist eine linsenförmige Galaxie vom Hubble-Typ S0-a im Sternbild Wasserschlange. Sie ist schätzungsweise 98 Millionen Lichtjahre von der Milchstraße entfernt.
Das Objekt wurde am 24. März 1835 von John Herschel entdeckt.